# Sydney Kamlager-Dove
Sydney Kai Kamlager-Dove (Chicago, 20 luglio 1972) è una politica statunitense, membro della Camera dei Rappresentanti per lo stato della California dal 2023.

## Biografia
Figlia dell'attrice Cheryl Lynn Bruce e figliastra dell'artista Kerry James Marshall, nacque a Chicago e frequentò la University of Southern California e l'Università Carnegie Mellon. Nel 1996 lavorò per il Social and Public Art Resource Center e in seguito fu assistente personale dell'attore Delroy Lindo. Successivamente fu direttrice degli affari pubblici per l'associazione non profit Crystal Stairs, che si occupava di infanzia. Nel 2015 venne eletta nel consiglio di amministrazione del Los Angeles Community College District e in seguito lavorò per Planned Parenthood.
Politicamente attiva con il Partito Democratico, nel 2018 si candidò per un seggio all'interno dell'Assemblea generale della California e venne eletta. Durante il suo servizio pubblico si batté per ripristinare il diritto di voto ai cittadini in libertà condizionale e per combattere l'uso improprio della forza da parte della polizia. Sponsorizzò inoltre un provvedimento per autorizzare la costruzione di un nuovo stadio per i Los Angeles Clippers, nonché un disegno di legge che vietò la caccia alla lince in California. Nel 2019 criticò aspramente gli attivisti no-vax che paragonavano le loro manifestazioni ai movimenti per i diritti civili
Nel 2020 si candidò al Senato della California e risultò eletta con oltre il 67% delle preferenze.
Due anni più tardi, quando la deputata Karen Bass si candidò alla carica di sindaco di Los Angeles, Sydney Kamlager-Dove si candidò per il suo seggio alla Camera dei Rappresentanti. Classificatasi prima nelle elezioni primarie, avanzò al ballottaggio, che vinse con il 64% divenendo così deputata.
Ideologicamente si configura come una progressista, accanita sostenitrice del diritto all'aborto ed è membro del Congressional Progressive Caucus. Sposata con Austin Dove, ha due figliastri.